# Lucia Poli
Pour les articles homonymes, voir Poli.
Lucia Poli, née le 12 octobre 1940 à Florence, est une actrice italienne.

## Biographie
Elle est la sœur du défunt Paolo Poli.

## Filmographie partielle
- 1996 : Albergo Roma d'Ugo Chiti
- 2000 : Gostanza da Libbiano de Paolo Benvenuti
- 2005 : Le Tigre et la Neige de Roberto Benigni
- 2006 : Antonio Vivaldi, un prince à Venise de Jean-Louis Guillermou
- 2009 : L'Heure du crime de Giuseppe Capotondi